# دانيل شيشكاريوف
دانيل شيشكاريوف (الروسية: Шишкарёв, Даниил Борисович) مواليد 6 يوليو 1988 في قوستاناي، الجمهورية الكازاخية السوفيتية الاشتراكية، هو لاعب كرة يد روسي يلعب كجناح أيمن. يلعب حاليا مع نادي فاردار لكرة اليد ويحمل الرقم 33. مثل منتخب روسيا لكرة اليد.

## سجل المنافسة
شارك في البطولات التالية:
- بطولة العالم لكرة اليد للرجال 2015
- بطولة أوروبا لكرة اليد للرجال 2014
- بطولة أوروبا لكرة اليد للرجال 2016

## روابط خارجية
- دانيل شيشكاريوف على موقع الاتحاد الأوروبي لكرة اليد (الإنجليزية)